# Noise (film 2023)
Noise è un film del 2023 diretto da Steffen Geypens. 

## Trama
Dopo che si è trasferito con la sua famiglia nella sua casa di infanzia e dopo l'apertura di un'indagine da parte di un uomo del posto, che è collegato al padre di Matthias, cominceranno a svelarsi inquietanti segreti di famiglia.

## Distribuzione
Il film è stato distribuito sulla piattaforma Netflix a partire dal 17 marzo 2023.